# Francefus
Francefus je dnes už téměř zapomenutá karetní hra zmiňovaná v české literatuře (Karel Čapek: Povídky z druhé kapsy nebo Karel Poláček: Hráči). Hraje se s mariášovými, německými kartami.

## Historie
Francefus se v Československu hrál a byl oblíbený v období 1. republiky zejména mezi židovskou komunitou. Nyní se hraje jen zřídka. Patří mezi hry oblíbené mezi karbaníky, kteří ji hrají o vysoké částky. V Čechách se hrával ještě v polovině 50. let, ale postupně uvolnil místo jiným hrám jako například mariáš. Podobný osud potkal i další hry jako jsou darda, bulka, čapáry, rami, boží požehnání, kaufcvik nebo komando.

## Pravidla
Ke hře se používají německé, mariášové karty o 32 listech. Hra je určena pro dva hráče. Hraje se o 500 bodů, které lze získat  během několika kol díky zdvihům a hodnotám karet. Karty mají své základní hodnoty: eso 11 bodů, král 3 body, filek (svršek) 2 body, desítka a nižší karty 10–7 bodů. Hodnoty trumfů jsou vyšší: červená 10 (šanta) je za 40 bodů, žaludský filek (pamfl) za 30 bodů, trumfový filek (jass) za 20 bodů, devítka trumfová (minela) 14 bodů.
Hraje se o hlášky, jimiž jsou sekvence 3 až 5 karet hodnocené za 20 až 100 bodů, o bellu (což je trumfový král s filkem) a získání čtveřice figur (třeba 4 krále). Hlášky mají svá jména – darda, kvarta, fuss.
Hra začíná složením vkladu, určení trumfů sejmutím a rozdáním 9 karet (3×3). Zbytek karet je v talonu, z kterého se bere při každém zdvihu po 1 kartě. Ve hře se musí ctít barva s výjimkou červené a trumfovat. Hlášku je možné vyhlašovat při každém zdvihu, vždy jen jednou. Vyšší hláška přebíjí nižší.
Po sehrání hry se zapíše počet získaných bodů a pokračuje se dalším kolem. Kdo dosáhne 500 bodů, získá vklad.